# A Stargate Universe epizódjainak listája
A Stargate Universe amerikai sci-fi televíziós sorozat, a Csillagkapu testvérsorozata (spin-off). A premier az amerikai SyFy-on volt 2009. október 2-án.
A sorozat Brad Wright, Robert C. Cooper és Carl Binder irányítása alatt készült. Magyarországon 2013. október 30-án került képernyőre az AXN műsorán.

## Első évad
| # | Epizód címe                           | Rendező          | Író                             | Első amerikai sugárzás | Első magyar sugárzás |
| --- | ------------------------------------- | ---------------- | ------------------------------- | ---------------------- | -------------------- |
| 1 | Air I Levegő, 1. rész                 | Andy Mikita      | Brad Wright és Robert C. Cooper | 2009. október 2.       | 2013. október 30.    |
| Az Icarus bázison a kilencedik ékzár rejtélyét kutatók magas rangú IOA-küldöttséget és egy, lányával, Chloéval érkező amerikai szenátort (Alan Armstrong) látnak vendégül, amikor lecsap rájuk egy ismeretlen támadó sereg - feltehetően a Lucian szövetség. A küldöttséggel együtt érkező új munkatárs, Eli Wallace és a bázis tudományos vezetője, Dr. Nicolas Rush az utolsó pillanatban fejti meg a kilencedik zárral való tárcsázás titkát, mielőtt az instabil bolygó magja szétrobban a támadás hatására. Dr. Rush - arra hivatkozva, hogy a robbanás a Földet is veszélyeztetné - átirányítja a Csillagkapu által létrehozott féreglyukat a kilencedik ékzár által kódolt, ismeretlen helyre, amelyről csak annyit tudnak, hogy a Tejútrendszeren kívül van. |                                       |                  |                                 |                        |                      |
| 2 | Air II Levegő, 2. rész                | Andy Mikita      | Brad Wright és Robert C. Cooper | 2009. október 2.       | 2013. október 31.    |
| A bázisról való evakuálás eredményeképp a földiek egy elhagyatott, automatikus irányítású működő ős hajóra, a Végzetre kerülnek, amin a létfenntartó rendszer és maga a hajótest is sérült, a magasabb rendű vezérlőrendszereket pedig fejlett ős kóddokkal védett biztonsági zár teszi elérhetetlenné. A Végzet sokkal messzebb (számos galaxisnyi távolságra) jár, mint kezdetben gondolták, az óriási távolság és a hajó rossz állapota miatt, egyelőre nincs visszaút a Tejútrendszerbe. Az új legénységnek a hajón kell életben maradnia. Ez máris óriási áldozatot követel: Armstrong szenátor, aki súlyosan megsérült a támadásban, az életét adja, hogy egy csak kívülről lezárható levegőszivárgást öngyilkos módon megszüntetve, pár napi oxigént szerezzen az embereknek. Elkeseredettség és tanácstalanság közepette jelenti be Dr. Rush a kaputerembe zsúfolódott embereknek, hogy a magával hozott ős kommunikációs köveket használva, felvette a kapcsolatot O'Neil ezredessel, aki kinevezte őt a hajó parancsnokának. Ezt senki nem hiszi el neki, és csak Scott hadnagy erélyes fellépése menti meg attól, hogy a vita elfajuljon. Ugyanakkor Scott közbelépése azt is egyértelművé teszi, hogy a hajón az Icarus katonai parancsnoka, Young ezredes az úr (annak ellenére, hogy súlyosan megsérült a támadásban). Chloe Armstrong pedig megtámadja, felpofozza és azzal vádolja Rusht, hogy manipulálta az apját, azt sugallva, áldozza fel magát. |                                       |                  |                                 |                        |                      |
| 3 | Air III Levegő, 3. rész               | Andy Mikita      | Brad Wright és Robert C. Cooper | 2009. október 9.       | 2013. november 1.    |
| Scott hadnagy, Eli és még pár ember egy sivatagos bolygón próbálják megkeresni azt az elegendően tiszta mészkövet, amelynek segítségével valószínűleg megoldódik a Végzet bedöglött légcserélő rendszereinek problémája. Scottnak, aki elszakad a többiektől a küldetés érdekében, és ezzel a gyors szomjhalált kockáztatja, egy idegen életforma segít. Rush doktor meglöveti egy civil kollégáját, aki kétségbe vonja a parancsait, és a sivatag átkutatása helyett más bolygókat akarna átvizsgálni - tudása és lélekjelenléte viszont megmenti a mészkővel az utolsó pillanatban a kapuhoz rohanó Scott hadnagyot attól, hogy ottmaradjon a bolygón, a legénységet pedig az oxigénhiánytól. |                                       |                  |                                 |                        |                      |
| 4 | Darkness (1. rész) Sötétség (1. rész) | Peter DeLuise    | Brad Wright                     | 2009. október 16.      | 2013. november 4.    |
| Rush felfedezi, hogy a Végzet energiatartalékai a végüket járják. A problémával való küzdelem és a felelősség lassan felőrli. Ráadásul egyre több vitája van Younggal, aki nem tűri öntörvényűségét, és csapatmunkát akar - a mélyben azonban az a kérdés húzódik meg: ki a Végzet igazi parancsnoka? Young helyzete sem könnyű, felesége válni akar, Telford ezredes a parancsnokságtól pedig (a Végzet harmadik potenciális irányítójaként fellépve) megkérdőjelezi az alkalmasságát a vezetésre. Rush közben idegösszeomlást kap. Mint kiderül, ennek valódi oka szerencsére csak koffeinfüggősége, a Végzet pedig lakható bolygók közelébe ér, ami reményt ad az embereknek. Egészen addig, amíg a hajó új pályára nem áll: egyenesen a bolygórendszer napjába repül... |                                       |                  |                                 |                        |                      |
| 5 | Light (2 rész) Fény (2. rész)         | Peter DeLuise    | Brad Wright                     | 2009. október 23.      | 2013. november 5.    |
| Mivel a Végzet ütközési pályára került egy csillaggal, Young egy sorsolással kénytelen eldönteni, hogy ki marad a hajón, és ki az a tizenöt ember, akit komppal elküldhet egy épphogy lakható bolygóra. Amint kiderül a Végzet pályamódosításának valódi célja (az energiakészletek feltöltése napenergiával), az csak újabb problémát vet fel: valahogy vissza kell szerezni a bolygóra küldött embereket. Eli zseniális ötlete a gravitációs hintáról segít ebben. Young hangosan elgondolkodik rajta: tudta-e Rush, hogy a hajó valójában nincs veszélyben? |                                       |                  |                                 |                        |                      |
| 6 | Water Víz                             | Will Waring      | Carl Binder                     | 2009. október 30.      | 2013. november 5.    |
| A kemény fejadagrendszer ellenére a Végzet ivóvíztartaléka szinte a nullához közelít. Amint felfedezik, a problémát a 3. epizódban megismert idegen életforma okozza, amely véletlenül a hajóra került. A probléma egyik részének megoldására Scott hadnagy és Young ezredes űrruhában egy fagyos bolygóra mennek, ahol jég formájában található víz. Scott egy gleccserszakadékba esik, és Young kétségbeesetten próbálja megmenteni, mielőtt a Csillagkapu bezárulna - míg a hajón maradtak az életveszélyessé vált idegent próbálják minél békésebben eltávolítani. |                                       |                  |                                 |                        |                      |
| 7 | Earth Föld                            | Ernest Dickerson | Martin Gero                     | 2009. november 6.      | 2013. november 6.    |
| Telford ezredes az ős kommunikációs kövek segítségével átveszi az irányítást Young ezredes teste felett, hogy felsőbb utasításra véghez vigyen egy veszélyes tervet: megpróbálják tárcsázni a Földet (Young ezalatt a Földre kerül, ahol sikertelenül próbálja meggyőzni a parancsnokságot arról, hogy elhamarkodottan cselekszenek). A tervet nemcsak a veszélyt sejtő Young, hanem Rush is ellenzi. Amikor a kísérlet kritikus irányt vesz, a földi csoport, élén Telforddal, szó nélkül elmenekül - bár O'Neil parancsára teszik, ez csak még jobban aláássa a földi ezredes iránti bizalmat a hajón. Young kideríti, hogy a földi kutatócsoport balsikerében Dr. Rushnak is bizonyos része lehet. Közben a Földön Eli és Chloe az őskövek segítségével meglátogatja családját. Eli képtelen felfedni az anyjának, hogy látogatója tényleg a fia, félve, hogy nem hiszi el, és beleszeret Chloéba, aki a legjobb barátjának nevezi. Chloé rájön, hogy a Földön az anyján kívül nem maradt senkije: állítólagos barátait valójában egyáltalán nem érdekli. |                                       |                  |                                 |                        |                      |
| 8 | Time Idő                              | Robert C. Cooper | Robert C. Cooper                | 2009. november 13.     | 2013. november 6.    |
| A csapat egy újonnan felfedezett bolygón lévő dzsungelben olyan, a Végzetről származó KINO-t (távirányítható kameraszondát) talál, amin a bolygón esett kalandjaikról (és gyakorlatilag mindegyikük haláláról) készült felvétel látható. Részben egy rejtélyes betegség végzett velük, részben egy méretes, enyhén skorpiószerű csúszómászófajta. Hogyan készíthettek felvételeket egy olyan bolygón, ahol sosem jártak, a halálukról, ha még élnek? Nem veszik teljesen komolyan a felvételt, mígnem valóban el nem kezdenek meghalni az emberek. Kiderül: a bolygórendszer napjának tevékenysége olyan erős, hogy ez befolyással van a helyi csillagkapu által nyitott féreglyukra, és időutazást (ezzel pedig időhurkot) eredményez: a felvétel tehát a jövőből jött. Az időhurkot Scott zárja be azzal, hogy új figyelmeztető felvételt készít egy KINO-val. |                                       |                  |                                 |                        |                      |
| 9 | Life Élet                             | Alex Chapple     | Carl Binder                     | 2009. november 20.     | 2013. november 7.    |
| A csapat egy olyan eszközt talál a hajón, amely talán a hazajutásuk kulcsa: egy ős szék-prototípust. Scott hadnagy és Camille Wray meglátogatják a szeretteiket. Youngnak nagyon nehéz napja van: rájön, hogy felesége megcsalja Telforddal, és addig mesterkedik, míg a Földre kerül és összeveri az ezredest. Rushsal pedig a szék problémáján csapnak össze: mindketten tudják, mennyire veszélyes egy ilyen szék (általában megöli azt az illetéktelen személyt, aki beleül), Young azonban attól tart, Rush szeretne valakit meggyőzni, hogy próbálja ki. Ez a gyanúja beigazolódik: Eli az ezredes megbízására kideríti, hogy Rush meghamisította a hajó adatbázisát, egy olyan szituációt táplálva bele, ami nagyon vonzóvá tenné a legénységnek a székhasználatot. TJ megbízást kap Youngtól a hajó pszichológiai felmérésére, és kiderül: egyre többen kezdenek kiborulni, köztük Spencer őrmester, akivel már eddig is sok volt a gond. |                                       |                  |                                 |                        |                      |
| 10 | Justice Igazság                       | Will Waring      | Alan McCullough                 | 2009. december 4.      | 2013. november 7.    |
| Greer törzsőrmester megtalálja Spencer őrmester holttestét. Mivel nincs mellette fegyver, nem önkezével vetett véget az életének, gyilkos van a hajón. A fegyvert Eli találja meg Young ezredes szobájában, aki átadja a hajó és a vizsgálat irányítását Camille Wraynek, hiszen nem nyomozhat maga ellen. Az ezredes először arra gyanakszik: Telford akarja gyanúba keverni bosszúból, vagy a parancsnokság megbízására, hogy végre a megbízhatónak tartott saját emberüket ültethessék a helyébe. Scottot nem hagyja nyugodni a dolog, és az állandóan kamerázó Eli segítségét kéri: a szálak végül Dr. Rush felé vezetnek. Spencer öngyilkos lett, és a tudós tette a fegyvert Young szobájába, hogy gyanúba keverje, mert alkalmatlannak tartja a vezetésre. Közben egy sivatagbolygón egy szerencsétlenül járt, elhagyott idegen űrhajót találnak, Dr. Rush azonnal indul megvizsgálni. Young egy óvatlan pillanatban csatlakozik hozzá, félholtra veri Rusht, és otthagyja a bolygón, azt hazudva a legénységnek, baleset érte. Wray azonban gyanakszik: Young mégiscsak gyilkos, még ha nem is Spenceré. |                                       |                  |                                 |                        |                      |
| 11 | Space (1. rész) Világűr (1. rész)     | Andy Mikita      | Joseph Mallozzi                 | 2010. április 2.       | 2013. november 8.    |
| Young az ősök kommunikációs köveit használva a Parancsnokság bázisa helyett egy idegen űrhajón találja magát (ugyanolyanon, mint amilyet az előző epizódban találtak), egy idegen testét irányítva. Az FTL-ből kilépve az idegenek űrhajóival találják szemben magukat, amik azonnal megtámadják a Végzetet, és elrabolják Chloet. A kiszabadítására indított akció során a halottnak hitt Dr. Rush is előkerül (akinek végül sikerült bekapcsolnia a sérült idegen komp rendszereit, de ezzel tudtán kívül riasztotta a gazdáit, akik amúgy is alig várták, hogy foglyokat ejthessenek a Végzetről). Youngot bűntudat gyötri, és úgy dönt, kimenti a tudóst az idegen hajóról, noha lehetősége volna elnémítani. Meglepetésére a Végzeten Rush igazolja az előző epizódban tett hazugságát; a legénység érdekében úgy döntenek, a nehéz helyzetben ki kell egyezzenek egymással. |                                       |                  |                                 |                        |                      |
| 12 | Divide (2. rész) Széthúzás (2. rész)  | Felix Alcala     | Paul Mullie                     | 2010. április 9.       | 2013. november 8.    |
| Rush rájön, hogy a lerázottnak hitt nakai hajóhad nyomon követi a Végzetet, és hamarosan megtalálnak egy, a Végzethez tapadó nakai kompot. Young és Scott eltávolítják, ám közben gyanús jelek mutatkoznak: Rush ismeretlen célból babrál a hajó egyes rendszereivel. Mint kiderül, Wray és Rush összefogtak, hogy átvegyék a hajó felett az uralmat, és civil kontroll alá fogják Youngot az eddig elkövetett hibái miatt. A legénység két részre szakad: civilekre és katonákra, akik a környezetszabályzó rendszerek (a civileké a levegő, a katonáké a víz) útján próbálják sakkban tartani egymást. Hogy a helyzet még súlyosabb legyen, fel kell készülniük rá, hogy a követő technológia nyomán nemsokára újabb támadás alá kerülnek. Rush kihasználja a csapdába esett Young helyzetét, és önhatalmúlag hoz katonai jellegű döntéseket, minden energiát az elhárítópajzsokba irányítva. Young közben - bár megérti, hogy a civilek már nem bíznak benne - megszervezi a katonákat (akik az erős kezű vezetés hívei), és erőszakkal veri le a lázadást, habár Rushon kívül (akit le akar lőni), senkinek sem esik komoly baja. Eli elárulja Youngnak, hogy Rush testében is van egy nakai nyomkövető berendezés, és Rush azért csatlakozott a lázadáshoz, mert félt, hogy Young emiatt eltávolítja a hajóról. Young ehelyett kényszeríti Rusht, hogy vesse alá magát egy kőkorszaki felszerelésekkel végzett műtétnek, amit egy Földről elhívott orvos irányít - ezalatt megérkeznek a kékbőrűek hajói, és tűz alá veszik a Végzetet. A műtét szerencsére sikeres, és Rush korábbi döntésének köszönhetően a Végzet pajzsai is kibírják - épphogy - a támadást. |                                       |                  |                                 |                        |                      |
| 13 | Faith Hit                             | Will Waring      | Denis McGrath                   | 2010. április 16.      | 2013. november 11.   |
| A Destiny megérkezik egy naprendszerbe, de a visszaszámláló óra (ami a fény alatti sebességnek, s egyúttal a csillagkapuk nyithatóságának erősen korlátozott idejét méri) nem aktiválódik. Felfedeznek egy letelepedésre alkalmas bolygót. Erről azonban kiderül, magát is és a napját is mesterségesen készítették ismeretlenek. A komppal a bolygóra érkező kutatócsoport egy része mindenképp maradni akar (köztük a Youngtól terhes TJ), amit Young nem engedhet meg - választás elé kerül, mely határig mehet el, hogy a legénység maradékának valószínű érdekében cselekedjen. Végül, nem kívánva még egyszer erőszakosan fellépni civilek ellen, a katonákat visszarendeli, de az öt civilnek megengedi, hogy maradjanak. |                                       |                  |                                 |                        |                      |
| 14 | Human Ember                           | Robert C. Cooper | Jeff Vlaming                    | 2010. április 23.      | 2013. november 11.   |
| Dr. Rush folytatja munkáját, a Végzet irányítórendszerének feltörését. Ennek során rejtélyes módon újra kell élnie élete kulcsfontosságú időszakát: amikor felvették a Csillagkapu Programba és közben - felesége betegségével halálával - szörnyű veszteség érte. Víziói semmit sem segítenek a munkájában, csak egyetlen szám fordul elő gyanúsan sokszor: a 46. Nem tudja, kezd-e megőrülni, egy értelmetlennek tűnő információnak tulajdonítva fontosságot; vagy a hajó próbál-e ilyen fura módon közölni vele valamit. |                                       |                  |                                 |                        |                      |
| 15 | Lost Elveszve                         | Ronn Schmidt     | Martin Gero                     | 2010. április 30.      | 2013. november 12.   |
| Egy már lakatlan bolygó átvizsgálása során, egy eltűnt idegen faj által készített alagútrendszer átvizsgálása közben, a kutatócsoportot baleset éri. Greer magára marad a beomlott barlangban. A túlélésért folytatott küzdelme közben szembesülhetünk Ronald Greer megpróbáltatásokkal teli gyermekkorával. |                                       |                  |                                 |                        |                      |
| 16 | Sabotage Szabotázs                    | Peter DeLuise    |                                 | 2010. május 7.         | 2013. november 12.   |
| Az egyik hiperhajtómű felrobban és Dr. Rush, valamint Eli egy a hajón lévő robotot akarnak beprogramozni a megjavítására. Először azt hiszik, a katasztrófát az okozta, hogy ez volt a leggyengébb a 16 hajtómű közül, de később kiderül, hogy a 11. részben szereplő idegenek szabotálták a hajót, hogy utolérjék és elfoglalhassák. Dr. Rush bejelenti, hogy a Végzet hamarosan kilép a jelenleg vizsgált galaxisból, jó ideig nem lesznek utánpótlásbolygók, aminek eredményeképp a legénység ismét jelentős megszorításokra fog kényszerülni. |                                       |                  |                                 |                        |                      |
| 17 | Pain Fájdalom                         | Will Waring      | Carl Binder                     | 2010. május 14.        | 2013. november 13.   |
| Az új galaxisban a hajón hirtelen furán kezdenek el viselkedni az emberek. Később kiderül: egy korábban átvizsgált bolygón összeszedett kullancsszerű rovar okoz hallucinációkat, ami majdnem Dr.Rush, Wray és Greer őrmester halálával jár. |                                       |                  |                                 |                        |                      |
| 18 | Subversion Árulás                     | Alex Chapple     | Paul Mullie                     | 2010. május 21.        | 2013. november 13.   |
| Nemcsak a földiek próbálják elérni a Destiny-t, hanem a Lucian-szövetség is. Ráadásul kiderül, hogy Telford ezredes az egyik kémük és mindent kiszivárogtatott az Icarus projektről és a Destinyről. Rush vakmerő feladatra vállalkozik: az ősköveket használva, Telford testében beépül a Lucian Szövetségbe, hogy megtudja, mit terveznek. A végzeten a lépre csalt Telfordból Young szintén információkat próbál kicsikarni, és mivel messze van a Föld, Rushsal pedig megszakad a kapcsolat, egyre kevésbé válogat az eszközökben. Szándékában O'Neil ezredes is megerősíti, aki személyesen látogat a hajóra, majd szabad kezet ad neki Telford tekintetében. Wray kétségbeesetten próbálja visszafogni Youngot, mivel Telford már a halálán van - nem tudva, hogy Young ezúttal az ezredes érdekében cselekszik, és egy Goa'uld agymosó technika hatását próbálja semlegesíteni. |                                       |                  |                                 |                        |                      |
| 19 | Incursion I Támadás, 1. rész          | Andy Mikita      | Joseph Mallozzi                 | 2010. június 4.        | 2013. november 14.   |
| Míg a Végzet egy kvazár gravitációs terétől megzavarva kilép a fény feletti sebességből, a Lucian szövetség feljut a hajóra, és befészkeli magát a csillagkapu-terembe - Telford ezredessel együtt, aki Youngnak köszönhetően titokban immár megint a Földnek dolgozik, és többször próbálja (bár sikertelenül) szabotálni a támadást, míg végül Kiwa, a támadást vezető nő, gyanút fog és lelövi (Telford jobban lő, és halálosan megsebesíti a nőt). Ádáz, hol fegyverekkel, hol lélektani eszközökkel folyó harc kezdődik a hajó birtoklásáért és a túlélésért. |                                       |                  |                                 |                        |                      |
| 20 | Incursion II Támadás, 2. rész         | Andy Mikita      | Joseph Mallozzi                 | 2010. június 11.       | 2013. november 14.   |
| Az évadzáró dupla rész második fele, amelynek a végén Mallozzi szerint olyan megdöbbentő cliffhanger van, amelyhez hasonlót korábban még sosem írt. |                                       |                  |                                 |                        |                      |

## Második évad
| # | Epizód címe                           | Rendező          | Író              | Első amerikai sugárzás | Első magyar sugárzás |
| --- | ------------------------------------- | ---------------- | ---------------- | ---------------------- | -------------------- |
| 21 | Intervention III Beavatkozás, 3. rész | Andy Mikita      | Paul Mullie      | 2010. szeptember 28.   | 2014. április 2.     |
| Scott hadnagy és Greer őrmester életük kockáztatása árán megjavították a Végzet pajzsát, és az eltűnt Eli és Chloé is előkerült. Észreveszik, hogy Chloé súlyos sebe érthetetlen módon, rohamosan gyógyul. A harc folytatódik a Destiny irányításáért a földiek és a Lucian-szövetség között. A győzelemre - vagy a kiegyezésre - egyik félnek sincs túl sok ideje, mivel a kvazár nagyenergiájú sugárzása vészesen emészti fel a hajó védőpajzsát. A bizalmatlanság azonban gátolja a kiegyezést. Kiwa halálával a szövetségiek vezetése egy brutális és egyezkedésre nem hajlandó parancsnok kezébe kerül, akit végül saját tudósnője, Ginn lő le, a támadók pedig megadják magukat Dr. Rushnak, akinek köszönhetően a földiek sokkal előnyösebb helyzetbe kerültek, mint ellenfeleik. |                                       |                  |                  |                        |                      |
| 22 | Aftermath Utóhatás                    | William Waring   | Robert C. Cooper | 2010. október 5.       | 2014. április 3.     |
| A csapat néhány tagja lezuhan a siklóval egy idegen bolygón és csak egyetlen módja van a visszajutásnak. Dr. Rush rájön, hogyan irányítsa a hajót (legalábbis fénysebesség alatt), de úgy dönt, egyelőre nem árulja el senkinek. Ez nem segít a bolygón rekedt Youngon, aki, mikor a többiek nem látják, puszta kezével fojtja meg a súlyos sérülése miatt lassú halálra ítélt tisztjét, H. Rileyt annak saját kérésére. Közben a Lucian szövetség pár foglyul ejtett tagja fokozatos együttműködésbe kezd a legénységgel. |                                       |                  |                  |                        |                      |
| 23 | Awakening Ébredés                     | Andy Mikita      | Joseph Mallozzi  | 2010. október 12.      | 2014. április 4.     |
| A csapat megtalálja az egyik kaputelepítő hajót, melynek energiáját megcsapolva talán visszajuthatnak a Földre, ám a hazajutási kísérletet a telepítőhajón élő idegenek akadályozzák meg, akiknek szintén szüksége van minden energiára a túléléshez. Az idegenek okosabbnak bizonyulnak, így Rush kénytelen feláldozni és otthagyni Telford ezredest, aki a telepítőhajón küzd velük, hogy megmentse tőlük a Végzet tartalékait. |                                       |                  |                  |                        |                      |
| 24 | Pathogen Kórokozó                     | Robert Carlyle   | Carl Binder      | 2010. október 19.      | 2014. április 7.     |
| Chloén a megnövekedett regenerációs képességen túl (ld. 21. rész) furcsa jelek mutatkoznak: tudata kikapcsol (mialatt a teste cselekszik, jár-kel, noha látszólag cél nélkül), és hirtelen képes lesz rá, hogy megoldjon olyan egyenleteket, melyekkel Dr. Rush hónapok óta küzd, noha továbbra sem érti őket. A régebbi sebe helyén a bőre fura elváltozásokat mutat. Egyre többen arra gyanakodnak, hogy a nő fokozatosan idegen - vélhetően nakai - befolyása alá kerül. |                                       |                  |                  |                        |                      |
| 25 | Cloverdale                            | Alex Chapple     | Brad Wright      | 2010. október 26.      | 2014. április 8.     |
| Scott hadnagyot egy bolygón megfertőzi egy növényszerű, de meglehetősen mozgásképes idegen szervezet, amely szúrással mikroszkopikus spórákat juttat a vérébe, ami miatt elájul és furcsa dolgokat él át. Az idegen mikroba lassan felemészti a testét. Chloé úgy dönt, szerelme mellett marad a bolygón, ugyanis felfedezi, hogy az ő korábban, más idegenek által megfertőzött és extra-immunis testére nem hat a mikroba. TJ és Dr. Rush - aki eddig egy csontfűrésszel akarta levágni Scott karját - megkockáztatják a feltevést: talán egy hevenyészett vértranszfúzió a megoldás. Miközben Greer és lángszórós csapata hősiesen küzd a húsevő növényekre hasonlító idegen csápjaival a csillagkapu köré vont barikád mögül, TJ és Chloé megmentik Scottot, majd - az utolsó pillanatban - sikerül a kapun át visszatérni a Végzetre. |                                       |                  |                  |                        |                      |
| 26 | Trial and Error Variációk             | Andy Mikita      | Paul Mullie      | 2010. november 2.      | 2014. április 9.     |
| Young ezredest folyamatosan rémálmok gyötrik, melyekben a Destiny katasztrofális pusztulását látja egy nakai támadás során. Az álmok annyira valóságosak és egyúttal kilátástalanok (Young számos szituációt végigél álmában, amelyben elkerülheti a Végzet pusztulását, de csak rosszabbnál rosszabb a végkifejletük, és rájön: csak rosszul dönthet), hogy összeomlik tőlük, és bezárkózik a szobájába. Ismét a hajó próbál fura módon közölni valamit a legénységgel - ám ez lehet teszt, figyelmeztetés, kérés, vagy bármi más is. És az sem lehetetlen, hogy Dr. Rush is befolyással van az eseményekre, hiszen már képes irányítani a hajót. A Végzetnek mindenesetre szüksége van Young irányítására, és Scott vállalja, hogy visszahozza az ezredest a valóságba. |                                       |                  |                  |                        |                      |
| 27 | The Greater Good Egy fontos cél       | William Waring   | Carl Binder      | 2010. november 9.      | 2014. április 10.    |
| Young és Rush egy az űrben lebegő, az ursinik által elhagyott, és még a Végzetnél is rosszabb állapotban lévő hajót vizsgál át, és egy ott elkövetett hiba miatt távolodni kezdenek a Végzettől, bár távkapcsolatban maradnak. Rush, hogy ne kelljen felfednie, hogy képes a Végzet irányítására, a kövek segítségével a fedélzetre hívatja az egyetlen embert, akiben megbízik: Amanda Perryt, az ős technológiák egy másik szakértőjét. Perrynek Rush irányításával sikerül rábírnia a Végzetet, hogy utolérje az idegen járművet, azonban közben Eli és néhány tudós felfedezi, mit tikolnak. Mikor Young értesül róla, dühében ismét csak majdnem megöli Rusht, aki védekezésképp feltárja a Végzet úticélját, és hogy miért akarta akadályozni, hogy hazatérjenek a Földre. |                                       |                  |                  |                        |                      |
| 28 | Malice Ártó szándék                   | Robert C. Cooper | Robert C. Cooper | 2010. november 16.     | 2014. április 11.    |
| Ginnt és a testében lévő Amanda Perryt, Dr. Rush szerelmét Simeon, a Lucian-szövetség egyik embere, megöli. Simeon egy kietlen bolygóra menekül, Rush pedig utánaered, hogy megölje. Pedig a gyilkos ismeri a szövetség Föld ellen tervezett támadásának részleteit. Simeon több üldözőjét megsebesíti, de a bosszúszomjas Rush utoléri megöli, nem törődve az információkkal. |                                       |                  |                  |                        |                      |
| 29 | Visitation Látogatás                  | Peter DeLuise    | Remi Aubuchon    | 2010. november 23.     | 2014. április 15.    |
| Néhány ember, akik még az előző galaxis idillikus bolygóján maradtak, váratlanul visszatérnek a hajóra a komppal együtt. Mint kiderül, valójában mindannyian halottak, mert végül halálra fagytak választott otthonukban, de a bolygóépítő idegenek valamennyire helyre tudták állítani őket, és - igaz, csak pár órával - meg tudták hosszabbítani az életüket. De valamennyiüknek újra meg kell halniuk, mégpedig rövid idő alatt. Így is történik. |                                       |                  |                  |                        |                      |
| 30 | Resurgence I Feléledés, 1. rész       | Andy Mikita      | Joseph Mallozzi  | 2010. november 30.     | 2014. április 15.    |
| A Végzet ügyeletes navigátorcsapata ismeretlen, feltehetően intelligens tevékenységből eredő energiajelet észlel, ami néhány nap kitérőt jelentene a hajó pályájától. Dr. Rush nagy meggondolatlanságra készteti a legénységet, s a jel forrásához hajóznak, ami egy kihaltnak tűnő harcmező, tele roncs ursini hajókkal. Hamarosan észreveszik, hogy az ursinikat elpusztító hajók csak készenléti állapotban, mozdulatlanul őrködnek, de, amint egy űrkompos különítmény dokkol az egyik roncsba, elkezdenek feléledni. Automata hadigépezeteknek bizonyulnak, amiket minden idegen űrjármű elpusztítására programoztak - és máris támadnak, szorult helyzetbe hozva a Végzetet, megsértve a fényfeletti hajtóművet. A pusztulástól váratlan segítség menti meg őket: a Telford ezredessel és az ursinikkel a fedélzetén meglepetésszerűen megjelenő telepítőhajó. Young üzletet köt velük: ha a Végzet segít leszámolni a drón vezérhajóval, ami távirányítja az őket támadó flottát, akkor segítenek tárcsázni a Földet. Young valójában szökni akar, de az ursinik számítanak rá, és becsapják, jóval a megbeszélt idő előtt találkoznak a vezérhajóval. A harc elég rosszul alakul a szerves lények számára, így Chloé, aki kezdi teljesen elveszteni önmagát, megszökik, és riadóztatja a nakai üldözőflottát, akik sosem adták fel a Végzet iránti hajszájukat. A nakaiok nagyon hamar érkeznek, de egy kivételével az ő hajóik is elpusztulnak. Végül Eli ötlete menti meg a helyzetet: Dr. Rushsal felfedezik, hogy a Végzet képes pár másodpercre megzavarni a drónok távirányítójeleit. Ez pont elég ahhoz, hogy megsemmisítsék a vezérhajót, és ahogy az ursinik jelezték, a drónok megbénulnak; de mindkét ős hajó és a megmaradt nakai anyahajó is többé-kevésbé megsérül és ideiglenesen mozgásképtelenné válik. Az ursinik ráadásul nagy hibát követnek el: nagyon régóta először kapcsolatba próbálnak lépni a kolóniájukkal, hátha segítséget hívhatnak - de csak egy újabb drón vezérhajó jeleit fogják, ami már útnak is indult feléjük. |                                       |                  |                  |                        |                      |
| 31 | Deliverance II Megszabadulás, 2. rész | Peter DeLuise    | Paul Mullie      | 2011. március 7.       | 2014. április 16.    |
| Dr. Rush kollégái lázasan folytatják a javításokat, míg Rush és Eli megvizsgálják az egyik béna drón hajót, főleg az iránt érdeklődve, számíthatnak-e rá, hogy felélednek, ha az új vezérhajó megérkezik. Eli azonosítani tudja a drón barát-ellenség megkülönböztető szoftverét, így a saját oldalukra állítják a megbénult ellenséget. Young, Dr. Rush javaslatára, ezúttal a nakaiokkal köt üzletet - vagyis inkább megzsarolja őket: műtéti úton állítsák vissza Chloé emberi formáját; amibe azok belemennek - sejthetően azzal a hátsó szándékkal, hogy közben annyi információt szednek ki Chloé agyából egy homlokra szerelhető neurointerface-szel (ezt korábban is használták Dr. Rushon), amennyit csak tudnak. Chloé és Young is úgy ítéli meg, ez vállalható kockázat. A műtét még tart, amikor megérkezik a (nem túlságosan) várt drón vezérhajó, és egy seregnyi támadó drónt bocsát ki magából. Hamar nyilvánvalóvá válik, hogy a támadás túl erős, és nincs remény a vezérhajó megsemmisítésére, így megy, ki merre lát (illetve tud). Az ursinik, cserébe, hogy csellel belerángattak az embereket ebbe a háborúba, egy Telfordnak sugárzott bocsánatkérés közepette feláldozzák magukat és a végleg ronccsá lett telepítőhajót, hogy időt adjanak a Végzetnek menekülni, sikertelenül próbálva ütközni a vezérhajóval. A nakaiok is úgy döntenek, egyelőre drágább az életük, mint az ősök tudása, és eltűnnek. A Végzet pajzsai és szerkezeti integritása már csak a biztonsági kockázati tartomány alatt léteznek (a térugrás ebben az állapotban már nem javasolt), amikor Scott űrkompja bedokkol Chloéval, és Brody csapata végre üzemkész állapotba helyezi a fényfeletti hajtóművet. Megszökhetnek. Az epizód vége felé többször szembesülhetünk Dr. Rush egy sokkal emberibb arcával, aki, úgy tűnik, eltökélte, hogy ezentúl vagy figyel az emberek érzelmeire, vagy legalábbis úgy tesz. |                                       |                  |                  |                        |                      |
| 32 | Twin Destinies Ikerhajó               | Peter DeLuise    | Brad Wright      | 2011. március 14.      | 2014. április 17.    |
| A drónokkal való háború miatt lassan lakhatatlan állapotba kerül a Végzet, és az ellátmány is kimerül. Amikor Eli azt állítja, hogy megtalálta a módját annak, hogy visszatárcsázzanak a Földre, bár Rush szeretné ezt megtiltani, mert túl kockázatosnak tartja, Young az emberek biztonsága érdekében Telford mellé áll, és megkezdik a kísérlet előkészítését. Hirtelen azonban egy űrkomp adását fogják, pilótája azt állítja, hogy ő Dr. Rush. És valóban annak bizonyul, ráadásul azt állítja, hogy a kísérlet katasztrofális eredménnyel járt: a féregjárat sem volt stabil, így csak Telford érkezett a Földre, Rush kivételével mindenki meghalt, a hajtómű túltöltődött és tönkrement, így a Végzet megkezdte a napba zuhanását, ráadásul időanomália lépett fel, aminek eredményeképp Dr. Rush a hajóval együtt tizenkét órát ment vissza a múltba, ennek eredményeképp viszont figyelmeztetheti őket a veszélyre. Amit mond, igaznak bizonyul, megtalálják a Nap felé sodródó, a jövőből jött másik végzetet. Így a Föld helyett a másik Végzetet tárcsázzák, és alkatrészeket és ellátmányt szereznek. A jövőből jött Rush egy vita során a jövőből jött Végzeten véletlenül megöli az "igazi" Telfordot (bár a Földön ott van a jövőből jött Telford), majd beül az ős-székbe, és elpusztul a jövőből jött Végzettel együtt. Az eredeti legénység viszont alkatrészekhez és munícióhoz jutva, a Földre jutási kísérlet balsikere miatt, folytatja a küldetést. |                                       |                  |                  |                        |                      |
| 33 | Alliances Szövetségesek               | Peter DeLuise    | Linda McGibney   | 2011. március 21.      | 2014. április 18.    |
| A Parancsnokság tudósokat küld a végzetre az őskövekkel, akik abban reménykednek, talán segíthetnek Eli-nak és Rushnak biztonságossá tenni az előző epizódban balul sikerült kísérletet. Közben az ő testükben Wray és Greer őrmester csapdába esnek a Parancsnokságon, ami áldozatul esik egy Lucian szövetségi merényletnek. Először bombatámadásnak hiszik, de a két ember rájön, csak a bombát szállító álcázott űrhajó pilótája hibázott és csapódott be, és a fedélzeten lévő bomba még hatástalanításra vár. Varro, a Végzeten lévő egykori szövetségi katona igyekszik segíteni nekik a távolból. |                                       |                  |                  |                        |                      |
| 34 | Hope Remény                           | William Waring   | Carl Binder      | 2011. március 28.      | 2014. április 21.    |
| Greer vesedonorrá válik, amikor az egyik tudósnál végstádiumú vesebetegséget diagnosztizálnak. Közben előkerül Ginn és amanda Perry is: mint kiderül, Simeon nem ölte meg őket teljesen, amikor az őskövek hatása alatt álltak, a kövek a testek nélkül maradt tudatokat Chloéba sugározták. Rush és Eli kidolgoznak egy eljárást, mellyel a Végzet memóriájába tölthetik fel szeretőik tudatát. |                                       |                  |                  |                        |                      |
| 35 | Seizure Elfoglalás                    | Helen Shaver     | Remi Aubuchon    | 2011. április 4.       | 2014. április 21.    |
| A földiek megpróbálnak megegyezni egy, a Tejúton élő néppel, a langaraiakkal, hogy a kapujukat és egy ottani ritka energiaforrást használva betárcsázhassanak a Destiny-re. A megegyezés nem jön létre, és Telford gyanakszik, hogy azért, mert a Lucian szövetség megelőzte a földieket a tárgyalásokban; ezért egy kommandóakció során, amiben nemcsak Telford és Young ezredes, hanem a Parancsnokság vezetése és az Atlantis projekt vezető tudósa, Rodney McKay is részt vesz, foglyul ejtik a langarai vezetőket, és megpróbálják tárcsázni a Végzetet. Telford ezredes azonban ismét felsül, mert a kommandóakció végül csúfos kudarcba fullad, nemcsak katonai, hanem erkölcsi értelemben is. A langaraiak szerencsére józanabbnak bizonyulnak, és szövetségben maradnak a Földdel, de a Végzet megsegítésének reménye nagyon távol kerül. |                                       |                  |                  |                        |                      |
| 36 | The Hunt Vadászat                     | Andy Mikita      | Joseph Mallozzi  | 2011. április 11.      | 2014. április 22.    |
| Egy idegen bolygón a csapat néhány tagját megtámadja egy vérszomjasnak tűnő ragadozó állat. A tapasztalt vadász, Varro és néhány honfitársa újra bizonyítja együttműködési készségét, és az állat után indulnak, de végül nem a fegyverek döntenek, hanem egyszerű diplomáciai eszközök és az epizód elején még lelki instabilitással küzdő Greer őrmester józansága, mert a ragadozó faj intelligensnek bizonyul. Ha nem is sértetlenül, de minden ember elhagyhatja a bolygót. |                                       |                  |                  |                        |                      |
| 37 | Common Descent Közös eredet           | Peter DeLuise    | Robert C. Cooper | 2011. április 18.      | 2014. április 23.    |
| A Destiny egy olyan bolygót talál, amin a földihez hasonló emberi élet van. A 32. részbeni tárcsázási kísérlet ugyanis nem sikerült olyan balul, mint gondolták: a kapun át a Földre küldött emberek nagy része életben maradt, de 2000 évet utazott vissza a múltba, ahol egy bolygón megalapították a Novust, ami hamarosan egy nagyvárosokkal teli, civilizált világgá fejlődött, és több kevésbé fejlett gyarmatot is létrehozott. A Végzet legénysége az egyik kutatóexpedícióként működő kis kolónián szembesül a saját leszármazottaival, akik hősként tisztelik őket, bár ezt beárnyékolja a hír, hogy a Novus politikailag sem stabil, és természeti katasztrófa is fenyegeti, és az expedíciókat új lakhely felfedezésére küldték - de egy ideje megszakadt a kapcsolat az anyavilággal, és nem lehet oda a kapukon át visszatérni. A "viszontlátás" örömére rendezett vendégség sem tart sokáig: megjelennek a drónok, amik rájöttek, hogy találjanak a Végzet nyomára, és megkezdődik az öldöklés. |                                       |                  |                  |                        |                      |
| 38 | Epilogue Epilógus                     | Alex Chapple     | Carl Binder      | 2011. április 25.      | 2014. április 24.    |
| |                                       |                  |                  |                        |                      |
| 39 | Blockade Blokád                       | Andy Mikita      | Linda McGibney   | 2011. május 2.         | 2014. április 25.    |
| |                                       |                  |                  |                        |                      |
| 40 | Gauntlet Vesszőfutás Vaskesztyű       | Andy Mikita      | Paul Mullie      | 2011. május 9.         |                      |
| |                                       |                  |                  |                        |                      |

## Web epizódok
| #                                     | Epizód címe                        | Első amerikai sugárzás | Első magyar sugárzás         |
| ------------------------------------- | ---------------------------------- | ---------------------- | ---------------------------- |
| Kino 1                                | Get Outta Here Kifelé              | 2009. október 22.      | 2015. november 16. (YouTube) |
| Amatőr szinkronnal, DaleCcorporation. |                                    |                        |                              |
| Kino 2                                | Not The Com Lab Tévedés            | 2009. október 22.      | 2015. november 16. (YouTube) |
| Amatőr szinkronnal, DaleCcorporation. |                                    |                        |                              |
| Kino 3                                | No Idea Tanácstalanság             | 2009. október 22.      | 2015. november 17. (YouTube) |
| Amatőr szinkronnal, DaleCcorporation. |                                    |                        |                              |
| Kino 4                                | The Stargate Room Kaputerem        | 2009. október 22.      | 2015. november 18. (YouTube) |
| Amatőr szinkronnal, DaleCcorporation. |                                    |                        |                              |
| Kino 5                                | Eli's Room Eli szobája             | 2009. október 22.      | 2015. november 19. (YouTube) |
| Amatőr szinkronnal, DaleCcorporation. |                                    |                        |                              |
| Kino 6                                | Don't Encourage Him Ne biztasd!    | 2009. október 23.      | 2015. november 20. (YouTube) |
| Amatőr szinkronnal, DaleCcorporation. |                                    |                        |                              |
| Kino 7                                | Corridor Conversation Folyosón     | 2009. október 23.      | 2015. november 23. (YouTube) |
| Amatőr szinkronnal, DaleCcorporation. |                                    |                        |                              |
| Kino 8                                | Marked Hatch Kétely                | 2009. október 26.      | 2015. november 24. (YouTube) |
| Amatőr szinkronnal, DaleCcorporation. |                                    |                        |                              |
| Kino 9                                | Not Supposed To Be In Here Tiltott | 2009. október 26.      | 2015. november 25. (YouTube) |
| Amatőr szinkronnal, DaleCcorporation. |                                    |                        |                              |
| Kino 10                               | Nobody Cares Senkit sem érdekel    | 2009. október 26.      | 2015. november 26. (YouTube) |
| Amatőr szinkronnal, DaleCcorporation. |                                    |                        |                              |
| Kino 11                               | Kino Race Kino verseny             | 2009. november 2.      | 2015. november 30. (YouTube) |
| Amatőr szinkronnal, DaleCcorporation. |                                    |                        |                              |
| Kino 12                               | Covered Kino Rejtett Kino          | 2009. november 2.      | 2015. december 9. (YouTube)  |
| Amatőr szinkronnal, DaleCcorporation. |                                    |                        |                              |
| Kino 13                               | Variety Variáció                   | 2009. november 2.      | 2015. december               |
| Amatőr szinkronnal, DaleCcorporation. |                                    |                        |                              |
| Kino 14                               | You Okay? Jól vagy?                | 2009. november 9.      | 2015. december               |
| Amatőr szinkronnal, DaleCcorporation. |                                    |                        |                              |
| Kino 15                               | Do I Look Stupid? Űrruha           | 2009. november 9.      | 2015. december               |
| Amatőr szinkronnal, DaleCcorporation. |                                    |                        |                              |
| Kino 16                               | All Telford's Fault Telford hibája | 2009. november 9.      | 2015. december               |
| Amatőr szinkronnal, DaleCcorporation. |                                    |                        |                              |
| Kino 17                               | What's That Light? Fény            | 2009. november 14.     | 2015. december               |
| Amatőr szinkronnal, DaleCcorporation. |                                    |                        |                              |
| Kino 18                               | New Kind of Crazy Új őrület        | 2009. november 19.     | 2015. december               |
| Amatőr szinkronnal, DaleCcorporation. |                                    |                        |                              |
| Kino 19                               | Only Run When Chased               | 2009. november 19.     | 2015. december               |
| Amatőr szinkronnal, DaleCcorporation. |                                    |                        |                              |
| Kino 20                               | Want Me To Bust Him Up?            | 2009. november 25.     | 2015. december               |
| Amatőr szinkronnal, DaleCcorporation. |                                    |                        |                              |
| Kino 21                               | The Apple Core                     | 2009. december 9.      | 2015. december               |
| Amatőr szinkronnal, DaleCcorporation. |                                    |                        |                              |
| Kino 22                               | Not Just For Posterity             | 2009. december 9.      | 2015. december               |
| Amatőr szinkronnal, DaleCcorporation. |                                    |                        |                              |
| Kino 23                               | We Volunteer To Do This            | 2010. április 16.      | 2015. december               |
| Amatőr szinkronnal, DaleCcorporation. |                                    |                        |                              |
| Kino 24                               | Wait For It                        | 2010. április 23.      | 2015. december               |
| Amatőr szinkronnal, DaleCcorporation. |                                    |                        |                              |
| Kino 25                               | Drop The Sirs                      | 2010. május 14.        | 2015. december               |
| Amatőr szinkronnal, DaleCcorporation. |                                    |                        |                              |
| Kino 26                               | Like a Hug                         | 2010. május 19.        | 2015. december               |
| Amatőr szinkronnal, DaleCcorporation. |                                    |                        |                              |
| Kino 27                               | Chloe's Room                       | 2010. augusztus 9.     | 2015. december               |
| Amatőr szinkronnal, DaleCcorporation. |                                    |                        |                              |
| Kino 28                               | Disgusting Habit                   | 2010. augusztus 9.     | 2015. december               |
| Amatőr szinkronnal, DaleCcorporation. |                                    |                        |                              |
| Kino 29                               | Favorite Meal Of All Time          | 2010. augusztus 9.     | 2015. december               |
| Amatőr szinkronnal, DaleCcorporation. |                                    |                        |                              |
| Kino 30                               | Not Being There                    | 2010. augusztus 9.     | 2015. december               |
| Amatőr szinkronnal, DaleCcorporation. |                                    |                        |                              |
| Kino 31                               | One Long Endless Night             | 2011. január 27.       | 2015. december               |
| Amatőr szinkronnal, DaleCcorporation. |                                    |                        |                              |
| Kino 32                               | Horrible Accident                  | 2011. január 28.       | 2015. december               |
| Amatőr szinkronnal, DaleCcorporation. |                                    |                        |                              |
| Kino 33                               | Painful Moments                    | 2011. január 31.       | 2015. december               |
| Amatőr szinkronnal, DaleCcorporation. |                                    |                        |                              |
| Kino 34                               | All The Stages                     | 2011. február 1.       | 2015. december               |
| Amatőr szinkronnal, DaleCcorporation. |                                    |                        |                              |